# Almodóvar del Río (kommunhuvudort)
Almodóvar del Río är en kommunhuvudort i Spanien.   Den ligger i provinsen Province of Córdoba och regionen Andalusien, i den södra delen av landet, 300 km söder om huvudstaden Madrid. Almodóvar del Río ligger 119 meter över havet och antalet invånare är 7 486.
Terrängen runt Almodóvar del Río är platt söderut, men norrut är den kuperad. Terrängen runt Almodóvar del Río sluttar söderut. Runt Almodóvar del Río är det ganska tätbefolkat, med 93 invånare per kvadratkilometer. Närmaste större samhälle är La Carlota, 17,1 km sydost om Almodóvar del Río. Trakten runt Almodóvar del Río består till största delen av jordbruksmark.